# Marijke Harberts
Marijke Harberts (Den Haag, 1 november 1936 - Amsterdam, 28 maart 2020) was neerlandica en auteur.
Harberts studeerde Nederlandse taal- en letterkunde aan de Rijksuniversiteit Leiden. Zij was lid van de actiegroep Man Vrouw Maatschappij waar zij Joke Smit leerde kennen. Over haar schreef zij een indringend boek Afscheid van Joke Smit, waarin ze een persoonlijk relaas doet van de laatste periode in het leven van Smit. Hiervoor had ze al een ander boek gepubliceerd: Eerlijk gezegd, met interviews van vrouwen (oral history). Later volgden een roman, gebaseerd op haar ervaringen als studente binnen de VVSL (de vrouwelijke variant van het studentencorps): Doezamand. Harberts was getrouwd met de hoogleraar wiskunde Frans Oort en heeft met hem drie kinderen.
Na haar scheiding werd ze docente Nederlands in het voortgezet onderwijs aan het Amsterdams Lyceum en het Hervormd Lyceum West. Over haar ervaringen op school schreef ze columns in dagblad Trouw (krant). Deze treffende schetsen van het dagelijks leven op een middelbare school zijn later gebundeld in het boek Doe effe normaal, juf. In 2011 publiceerde ze een gedichtenbundel met persoonlijke impressies: De dingen zijn gebleven. Haar tweede gedichtenbundel verscheen in 2018: Misschien een toverhazelaar  en bevat persoonlijke impressies van het dagelijkse leven en dierbaren.
In 2020 completeerde ze haar laatste boek: Oorlog en bevrijding in Den Haag – Herinneringen van een kind. Ze heeft het boekje nooit in handen kunnen houden want ze overleed op 28 maart 2020 in haar appartement aan de Reijnier Vinkeleskade aan de gevolgen van het COVID-19-virus.